# عصب جناحي إنسي
العصب الجناحي الإنسي (أو العصب الجناحي الغائر) هو أحد فروع عصب الفك السفلي الذي يعصب العضلة الجناحية الوسطية وموترة الحفاف وموترة الطبل.

## البنية
العصب الواصل إلى العضلة الجناحية الوسطية هو فرع رفيع من عصب الفك السفلي الذي ينفذ عميقا داخل لعضلة. ويعطي خيوطًا واحدة أو اثنتين للعقدة الأذنية.
ويوفر العصب الدعم المادي للعقدة الأذنية، ولكنه متميز من الناحية العصبية.

## الفروع
بالإضافة إلى ذلك، يتم تعصيب موترة الحفاف بواسطة العصب الموصل لموترة الحفاف، وهو فرع من العصب الواصل إلى الجفن الأنسي. إن موترة الحفاف هي العضلة الوحيدة غير المعصبة من الضفيرة البلعومية من بين العضلات الخمس الهيكلية المزدوجة الواصلة إلى الحفاف.